# Héliographe de Campbell-Stokes
Pour les articles homonymes, voir Stokes et Héliographe.
L'héliographe de Campbell-Stokes est le premier héliographe, baptisé d'après le nom de son inventeur, John Francis Campbell en 1853, et de celui qui l'a modifié plus tard, George Stokes en 1879. Il s'agit d'un instrument utilisé en climatologie pour mesurer la durée d'ensoleillement d'un lieu.
Il est essentiellement constitué d'une sphère de verre. Bien que les caractéristiques optiques de la sphère ne soient pas aussi bonnes que celles d'une lentille, elle en assure quand même les fonctions avec l'avantage de ne pas avoir d'orientation privilégiée. Cette lentille concentre suffisamment fort les rayons du Soleil pour brûler le papier qui est positionné sur le support concave placé derrière la sphère. Ce papier est imprimé d'une échelle temporelle. Il est possible à la fin de la journée de mesurer en unités de temps la partie brûlée du papier, déterminant ainsi la durée de l'ensoleillement. L'axe de la sphère est incliné de la latitude du lieu, et l'appareil est orienté vers le sud (dans l'hémisphère nord).